# Jerzy Dudzic
Jerzy Dudzic (ur. 5 marca 1932  w Warszawie, zm. 13 listopada 1988 tamże) – polski prozaik i scenarzysta.
Absolwent Wydziału Architektury Politechniki Warszawskiej, po studiach poświęcił się pracy literackiej. W czerwcu 1957 roku został prezesem Klubu Artystycznego "Manekin", gdzie w latach 1957–58 wystawiano jego debiutancką sztukę "Miłość powraca po południu".  W 1963 roku przeprowadził się do Bielska-Białej, gdzie napisał sztukę "Powrót syna marnotrawnego", wystawioną przez Teatr Nowy w Zabrzu, a także dokonał adaptacji scenicznej książki "Przygody Pędrka Wyrzutka " polskiego pisarza Stefana Themersona, wystawionej w 1966 roku na deskach Teatru Lalek Banialuka. W 1983 roku Teatr Banialuka wystawił poprawioną wersję adaptacji.
Członek Stowarzyszenia Autorów ZAIKS i Związku Literatów Polskich. Zmarł w 1988 roku w Warszawie po długiej i ciężkiej chorobie. Pochowany na cmentarzu Powązkowskim w Warszawie (kwatera 194-5-24).
Niepodpisane zdjęcie Jerzego Dudzica zrobione w 1958 roku podczas spotkania w klubie Manekin ukazało się na łamach "Gazety" w 2018 roku (na fotografii drugi od prawej).

## Twórczość
- Miłość powraca po południu (1957) – spektakl wystawiany w latach 1957-58 w Klubie Artystycznym "Manekin" przy Starym Rynku 2 w Warszawie[8]
- Noc przychodzi sama[9] - utwór dramatyczny w 2 częściach, brak informacji na temat inscenizacji
- W pobliżu dworca (1958)[9] - krótki utwór sceniczny, brak informacji na temat inscenizacji
- Śmierć w galerii (1959) – powieść kryminalna, której akcja toczy się w Klubie Artystycznym "Manekin", napisana we współpracy z Bogdanem Majchrzakiem[10]
- Powrót syna marnotrawnego (1964)[11] - spektakl, którego premiera miała miejsce 7.05.1964 w Teatrze Nowym w Zabrzu[12], reż. Krawczyk Bernard, Daszewski Mieczysław[13]
- Pędrek Wyrzutek (1966) – adaptacja książki Stefana Themersona, wystawiona przez Teatr Lalek Banialuka w Bielsku-Białej, premiera 15.05.1966[14]
- Przygody Pędrka Wyrzutka (1983) – poprawiona adaptacja książki Stefana Themersona, wystawiona przez Teatr Lalek Banialuka w Bielsku-Białej, premiera 4.05.1983[14]